# 고부 최씨
고부 최씨(古阜 崔氏)는 전북특별자치도 정읍시 고부면을 본관으로 하는 한국의 성씨이다. 시조는 조선에서 판봉상시사(判奉常寺事)를 지낸 최척(崔陟)이다.

## 참고 자료
- “고부최씨(古阜崔氏)”. 뿌리를 찾아서.[깨진 링크(과거 내용 찾기)]